# Capo Malea
Capo Malea (in greco Ακρωτήριον Μαλέας Akrotirion Maleas, colloquialmente Καβομαλιάς Cavomalias, anticamente noto come Capo Sant'Angelo) è la più orientale delle tre penisole della costa meridionale del Peloponneso, vicina all'isola di Citera.
Il promontorio dove si trova il capo è detto Piccolo Monte Santo (con riferimento a Monte Athos), a causa del difficile accesso e per la presenza di due monasteri, uno dedicato a Sant'Irene (Agia Eirini) e uno a San Giorgio (Agios Giorgos). Costituisce l'estremità sudorientale del golfo di Laconia.

## Collegamenti
È raggiungibile con una strada di terra battuta lunga circa 20 km che parte da Neapoli, nel comune di Malvasia.

## Mitologia
Capo Malea è citato nell'Odissea di Omero quando Ulisse durante il viaggio di ritorno da Troia doppia il capo e arriva nelle terre dei Lotofagi in Africa del nord.
Il poeta greco Isillo nel suo Inno ad Asclepio cita un certo Malo come eroe eponimo del capo. Secondo questa versione, Malo ebbe in sposa la musa Erato e generò con lei una figlia, Cleofema.